# Muzeum Morskie Malty
Muzeum Morskie Malty (malt. Mużew Marittimu ta' Malta, ang. Malta Maritime Museum) – jest to muzeum morskie w Birgu na Malcie. Mieści się w budynku byłej piekarni Królewskiej Marynarki Wojennej (Royal Naval Bakery), zbudowanym w latach czterdziestych XIX wieku jako główna piekarnia dla brytyjskiej Floty Śródziemnomorskiej. Muzeum posiada zbiory ponad 20 000 eksponatów, i jest największym muzeum na wyspie.
Zadaniem muzeum jest pokazanie morskiej historii Malty, poczynając od prehistorii po czasy obecne. Ekspozycja przedstawia to w kontekście lokalnym oraz ogólnoświatowym.

## Historia

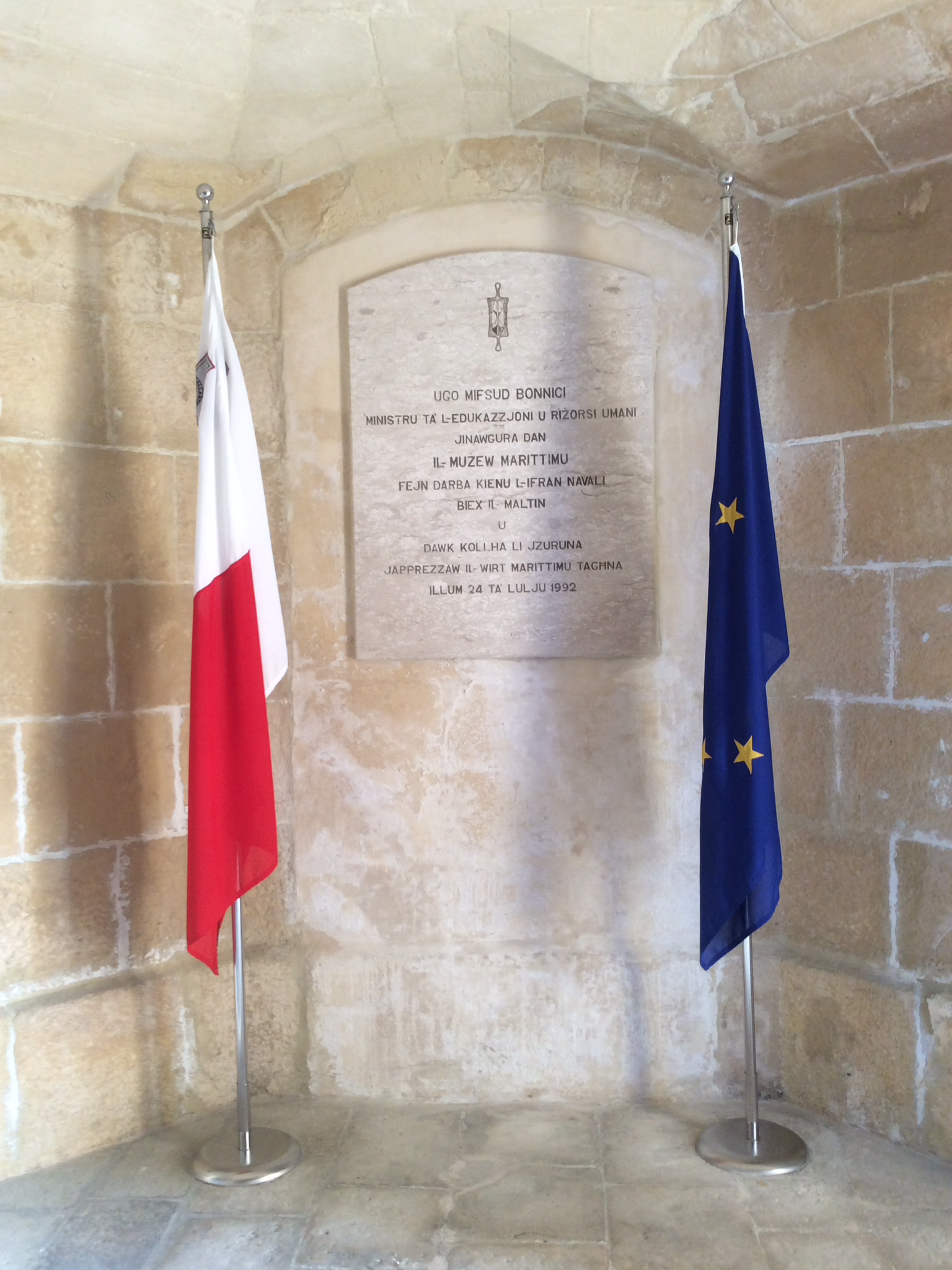
Tablica upamiętniająca otwarcie muzeum w 1992

Pierwsze plany zorganizowania Malta Maritime Museum powstały w 1988, kiedy powołano komitet doradczy w celu utworzenia muzeum i zbierania eksponatów. Na pomieszczenia placówki muzealnej wybrana została, opuszczona wówczas, była piekarnia Royal Navy w Birgu.
Po czterech latach prac przygotowawczych, 24 lipca 1992 muzeum otwarło swe podwoje dla publiczności. Uroczystości inauguracyjnej przewodniczył ówczesny minister edukacji i muzeów Ugo Mifsud Bonnici. Od momentu powstania muzeum jego zbiory znacznie się powiększyły, a to za przyczyną darowizn od osób prywatnych, tak z Malty, jak i z zagranicy, zagranicznych muzeów morskich, sił morskich innych krajów, oraz wielu firm i zaprzyjaźnionych instytucji.

## Budynek

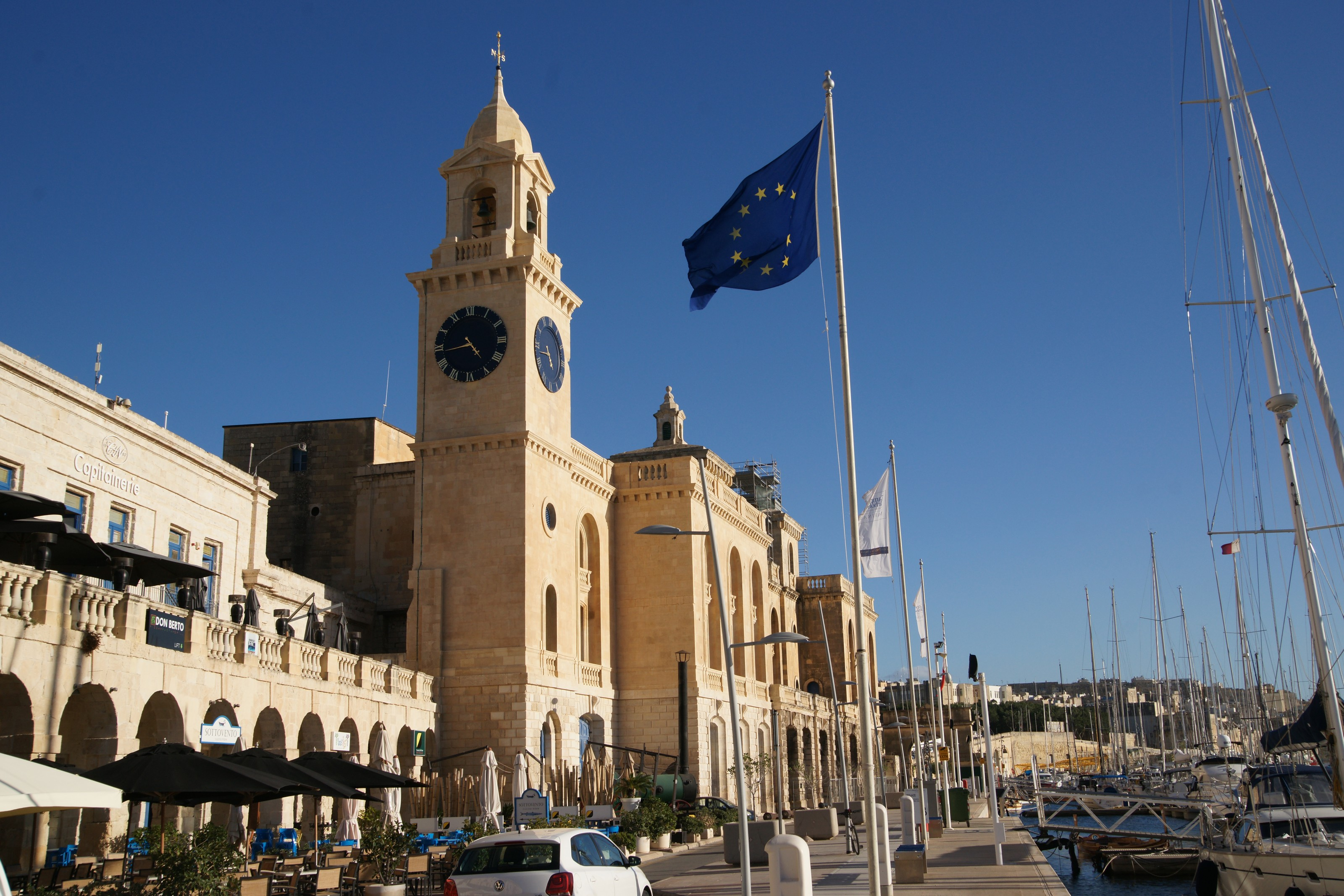
Malta Maritime Museum widziane z nabrzeża Birgu

Muzeum mieści się w olbrzymim budynku na nabrzeżu Birgu, będącym wcześniej piekarnią Royal Navy. Budynek ten zbudowany został w latach 1842–1845 na miejscu arsenału floty wojennej Zakonu Maltańskiego, zburzonego w 1842. Projektantem budowli był architekt William Scamp, który podobno, projektując jego fasadę, wzorował się na Windsor Castle. Nowa piekarnia przejęła rolę piekarni Zakonu w Valletcie.
Piekarnia była częścią systemu zaprowiantowania stoczni maltańskiej, który dostarczał marynarzom brytyjskiej floty na Morzy Śródziemnym jedzenie i napoje. W czasach świetności piekarnia produkowała, przy użyciu urządzeń parowych, 14 000 kg chleba i herbatników dziennie.
W latach pięćdziesiątych XX wieku piekarnia zaprzestała działalności, stopniowo przekształcając się w biura i magazyny. Następnie została tam ulokowana główna kwatera żandarmerii Royal Navy. Tak było do czasu, kiedy wojsko brytyjskie opuściło Maltę 31 marca 1979. Opuszczony budynek popadał w ruinę, zanim został przekształcony w muzeum w 1992.

### Wieża zegarowa
Widoczną częścią budynku jest wieża zegarowa, typowy element obiektów zaprowiantowania oraz stoczni. Ten konkretny zegar wieżowy jest najstarszym, pomiędzy placówkami morskimi, na Malcie. Posiada tabliczkę znamionową z nazwiskiem producenta „Matthew Dutton of London” oraz datą „1810”, co właściwie poprzedza budowę samej piekarni. Mechanizm zegara ma również wytłoczony, na różnych elementach, napis „Bros Suban Malta 1896”, wskazujący na wykonane prace renowacyjne.
Mechanizm zegarowy został oryginalnie wykonany dla zegara z czterema tarczami, jednak Scampi zaprojektował wieżę z zegarem z trzech stron, na czwartym boku wykonane zostało duże okno, wpuszczające światło do wnętrza platformy zegarowej.

Trzy dzwony biją godziny i kwadranse; dwa kwadransowe datowane są 1810, godzinowy zaś 1790. Wszystkie posiadają oznaczenie brytyjskiego Departamentu Wojny - „szeroką strzałkę” (ang. broad arrow). Odlane zostały w Mears Foundry of London, i są najstarszymi brytyjskimi dzwonami na Malcie.

## Kolekcja
Kolekcja Muzeum Morskiego Malty zawiera ponad 20 000 eksponatów rozlokowanych w pomieszczeniach o łącznej powierzchni ponad 2 000 m², które ilustrują historię morską Malty. Trwające prace odnawiania budynku połączone są z udostępnianiem nowych sal i sekcji, poświęconych konkretnym tematom marynistycznym lub okresom w historii.

### Transport morski w starożytności

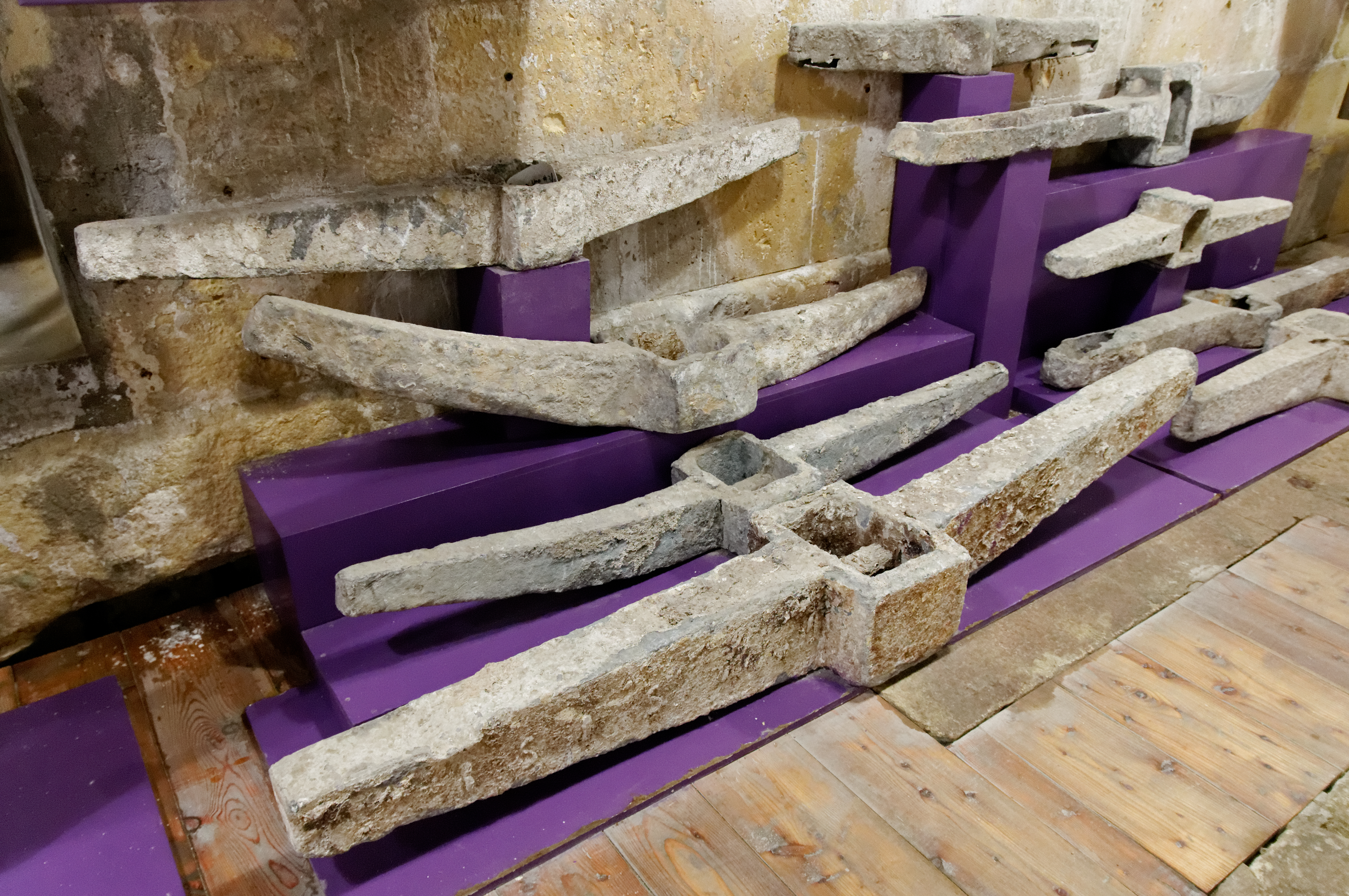
Antyczne ołowiane rzymskie kotwice

W sekcji antycznej żeglugi morskiej znajduje się niewielka kolekcja modeli antycznych statków, zarówno handlowych, takich jak rzymski statek do transportu zboża, jak i statków wojennych, takich jak grecka trireme. Wystawiono także różne akwarele starożytnych statków. Prezentowanych jest kilka amfor wraz z kolekcją autentycznych rzymskich kotwic z ołowiu. Wszystkie te przedmioty zostały odzyskane z maltańskich wód terytorialnych.

W przyszłości muzeum będzie obejmować również halę o powierzchni 450 m², na której ekspozycja w całości poświęcona będzie żegludze morskiej w rejonie Morza Śródziemnego z naciskiem na wody wokół wysp maltańskich, w okresie prehistorycznym, klasycznym i średniowiecznym.

### Okres Zakonu św. Jana
Aktywność morska Zakonu św. Jana w latach 1530-1798 jest mocno związana z Maltą. Okres ten jest reprezentowany przez szereg przedmiotów. Wystawiana jest niewielka, ale ważna kolekcja autentycznych modeli z epoki. Niektóre z nich, oryginalnie należące do „Congregazzione delle Galere” oraz szkoły morskiej Zakonu, przedstawiają główne elementy zakonnej floty.

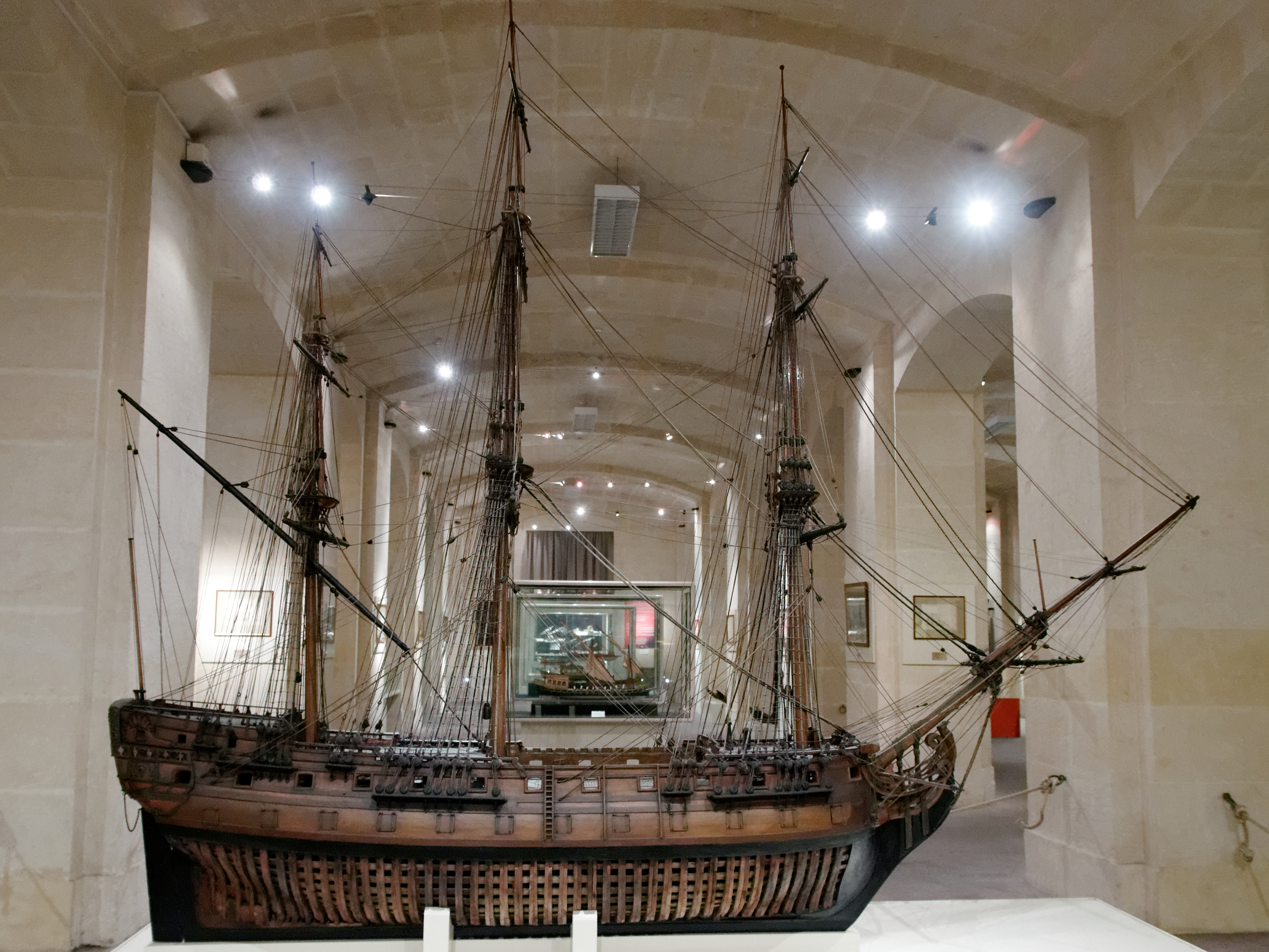
Model okrętu III rangi floty Zakonu Joannitów

Główne okręty bojowe Zakonu św. Jana na początku XVIII wieku reprezentuje na wystawie mezza-galera z końca XVIII w. oraz pełny model galery. Dwa duże modele okrętu III rangi (64–74 działa) z XVIII wieku, niegdyś należące do szkoły morskiej Zakonu, dokumentują eskadrę okrętów liniowych, wprowadzoną w 1702 roku przez Wielkiego Mistrza Ramona Perellosa y Roccaful (1697–1720) w celu zwiększenia eskadry galer.
Kilka obrazów olejnych, akwarel i rycin z okresu od XVI do XVIII wieku ilustruje morskie bitwy, kampanie i inne ważne wydarzenia Zakonu. Jednym z najwspanialszych obrazów jest widok na marinę Valletty, który jest pełen detali dotyczących aspektów maltańskiego handlu morskiego, widzianych przez anonimowego malarza z połowy XVIII wieku.
Prezentowany jest niewielki wybór broni białej, lekkiej broni palnej i armat, wykorzystywanych na okrętach Zakonu. Wystawiane są też instrumenty celownicze używane przez artylerzystów Zakonu.

### Francuskie interludium
Ekspozycja obrazująca francuski okres przejściowy (1798–1800) znajduje się pomiędzy hallem Zakonu Św. Jana a brytyjską halą wystawową. Dwie duże armaty francuskie, drewniany model francuskiego okrętu liniowego „Bucentaure”, broń z epoki, akwarele, ryciny i litografie, w tym portrety, ilustrują te dwa pełne wrażeń lata. Wśród portretów znajdują się dwie plakietki z epoki: jedna ceramiczna, wykonana w Sèvres, przedstawiająca Napoleona, i druga - jaspisowa firmy „Wedgwood” z profilem Horatio Nelsona.

### Administracja brytyjska
Brytyjski okres na Malcie (1798–1979) jest udokumentowany różnymi obrazami, akwarelami, grafikami, modelami z epoki, mundurami i mnóstwem różnych artefaktów. Sala jest podzielona na różne sekcje, ilustrujące rolę Royal Navy na Malcie i jej znaczenie dla Malty i Maltańczyków.
Obszerna galeria poświęcona jest prawie 200-letniej obecności Royal Navy na Malcie: od portretu sir Alexandra Balla, jednego z admirałów Nelsona, który w latach 1798–1800 pomógł Maltańczykom pozbyć się Francuzów, i został pierwszym komisarzem Malty, po mundur, dokumenty i fotografie admirała sir Nigela Cecila, ostatniego dowódcy sił brytyjskich na Malcie (1975–1979). 
Służby medyczne marynarki wojennej, „kręgosłup” Royal Navy na Malcie, są najlepiej reprezentowane przez oryginalny model architekta szpitala brytyjskiej marynarki wojennej Bighi, datowany na 1829 rok.
W sekcji stoczniowej prezentowane są różne narzędzia i oryginalne modele doków, fotografie z okresu, pokazujące budowę różnych doków i falochronu. Prawo na morzu reprezentowane jest przez srebrny model wiosła z herbem Vice Admiralty Court i pieczęcie, oraz przez kilka opublikowanych książek i dokumentów dotyczących piractwa. Ewolucja podwodnego nurkowania pokazana jest przykładami sprzętu do nurkowania z hełmem nurka systemu Siebe Gorman, wraz z pompami powietrza, skafandrami, hełmami i systemami łączności z lat dwudziestych XX wieku.
Prezentowana jest niewielka część kolekcji mundurów muzeum. Jednym z takich mundurów jest tzw. „Nr 5”, noszony 1 kwietnia 1979 na pokładzie HMS „London”, kiedy okręt jako ostatni opuścił Maltę w momencie likwidacji brytyjskiej bazy, co również oficjalnie zakończyło obecność Royal Navy na Malcie.

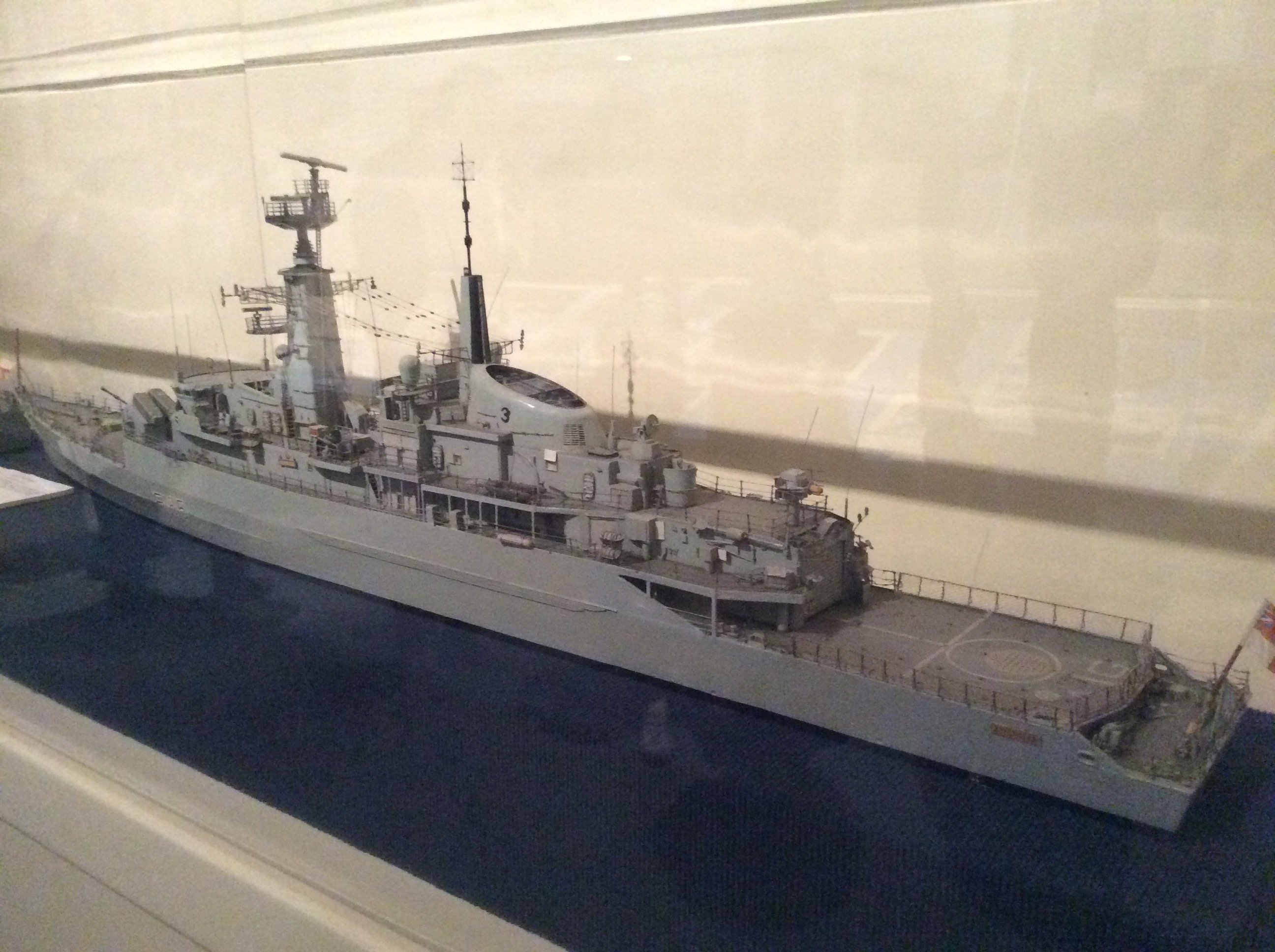
Model HMS „Avenger”

. Portrety i modele okrętów Royal Navy, począwszy od końca XVIII wieku, dokumentują ekscytujące zmiany konstrukcji i napędu okrętów. Wystawa ponad 250 miniaturowych modeli ilustruje ewolucję okrętów Royal Navy od XVIII-wiecznego okrętu I rangi (ponad 100 dział) do współczesnych okrętów podwodnych napędzanych energią jądrową. Kilku brytyjskich, włoskich i maltańskich malarzy-marynistów udokumentowało niektóre z najsłynniejszych wówczas okrętów.
Pokazana jest również brytyjska broń z bagnetami, broń palna i karabiny pochodzące z różnych okresów. Nóż midszypmena z ok. 1775 jest prawdopodobnie najstarszą bronią na wystawie. Przedstawiono także kilka kordelasów (ang. cutlass), w tym przykłady "ósemki". Pistolet służbowy i inne rodzaje pistoletów uzupełniają kolekcję. Czołowym eksponatem kolekcji jest prototypowa karonada z lat sześćdziesiątych XVIII wieku.
Historię rządów brytyjskich na Malcie zamyka sekcja poświęcona roli Malty podczas wojen światowych, kiedy podczas I wojny nazwana była „pielęgniarką Morza Śródziemnego”, podczas tej drugiej przeżyła ciężkie chwile, by w końcu, po sukcesie Il-Konvoj ta' Santa Marija otrzymać zaszczytne miano „niezatapialnego lotniskowca”. Model zbiornikowca „Ohio” jest ozdobą tej części wystawy. 

### Nawigacja i komunikacja na morzu

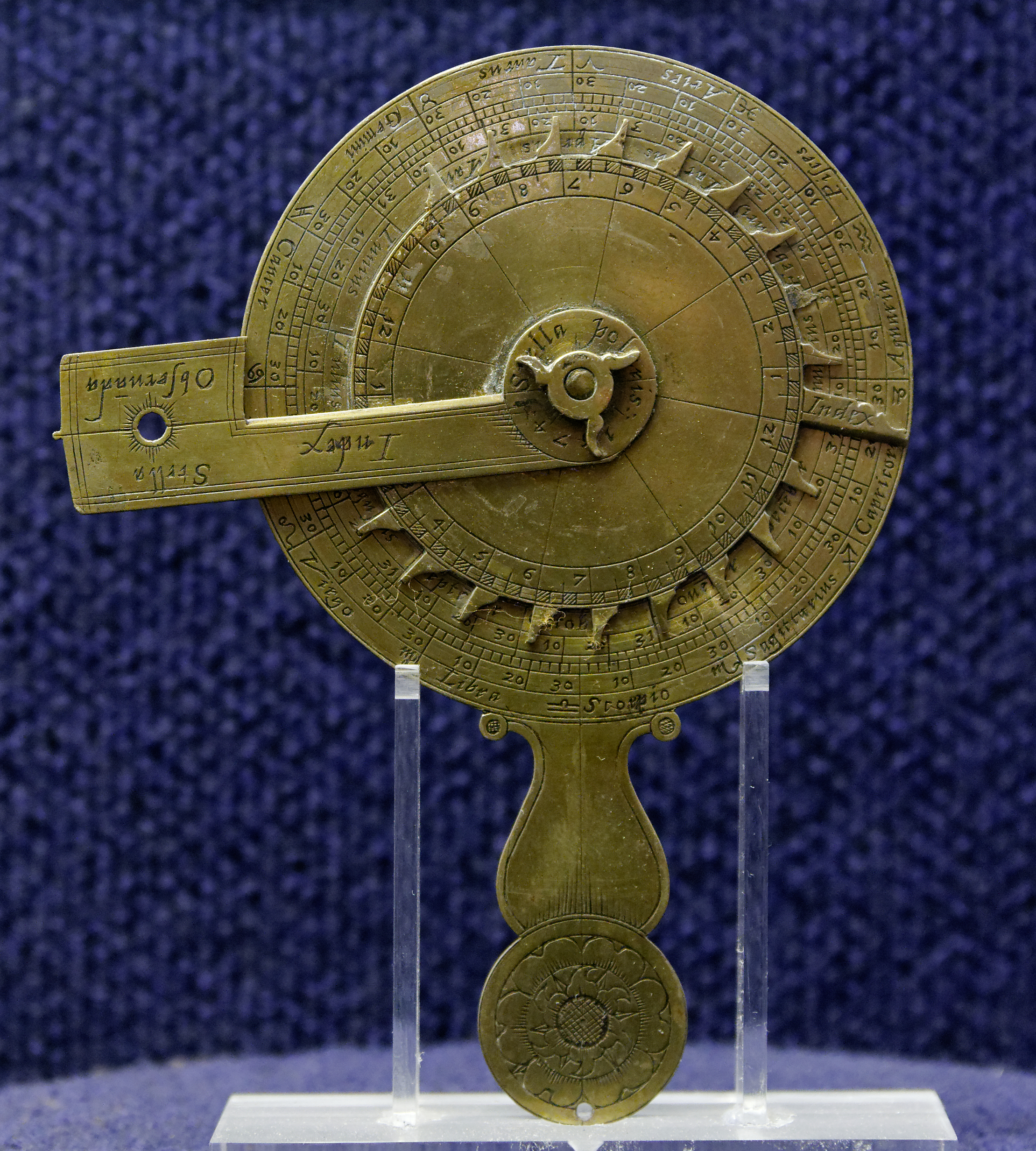
Nocturnal z 1574

Muzeum posiada mały, ale ważny zbiór instrumentów nawigacyjnych, z przedmiotami pochodzącymi z XVII wieku. Wyjątkowy kompletny nocturnal z 1574 roku jest centralnym elementem tej kolekcji, wraz z instrumentami nawigacyjnymi wykonanymi na Malcie. Na wystawie znajdują się także portolany z XVIII i XIX wieku.
Kolejna ważna sekcja poświęcona jest komunikacji na morzu między statkami a lądem, oraz statkami między sobą. W tej części przedstawiono różne oryginalne podręczniki sygnalizacyjne z XVIII wieku.

### Służba celna
Maltański urząd celny odgrywał – i nadal odgrywa – istotną rolę w maltańskiej gospodarce morskiej. Ponad 90 procent importu i eksportu Malty do dziś nadal odbywa się drogą morską. Opowieść o cłach na Malcie opowiedziana jest poprzez oryginalne przedmioty, które kiedyś dotyczyły tej instytucji. Na wystawie znajdują się oficjalne standardowe odważniki i miary, używane przez maltańskie służby celne, najstarsze pochodzą z początku XVIII wieku, oznaczone są herbem Wielkiego Mistrza Vilheny (1722-1736). Odważniki i miary, które były używane na wyspach maltańskich, musiały zostać skalibrowane za pomocą tych oficjalnych standardowych miar i odważników, wszystkie odpowiednio oznaczone kolejnymi znakami Wielkiego Mistrza.
W niewielkiej sali znajduje się wystawa dotycząca policji portowej (ang. Marine Police). Ta autonomiczna jednostka została na początku XX wieku połączona z policją maltańską. Wystawa zawiera mundur Marine Police Corp oraz koło ratunkowe z okresu przed II wojną światową, z napisem „Malta Police”.

### Tradycyjne łodzie maltańskie

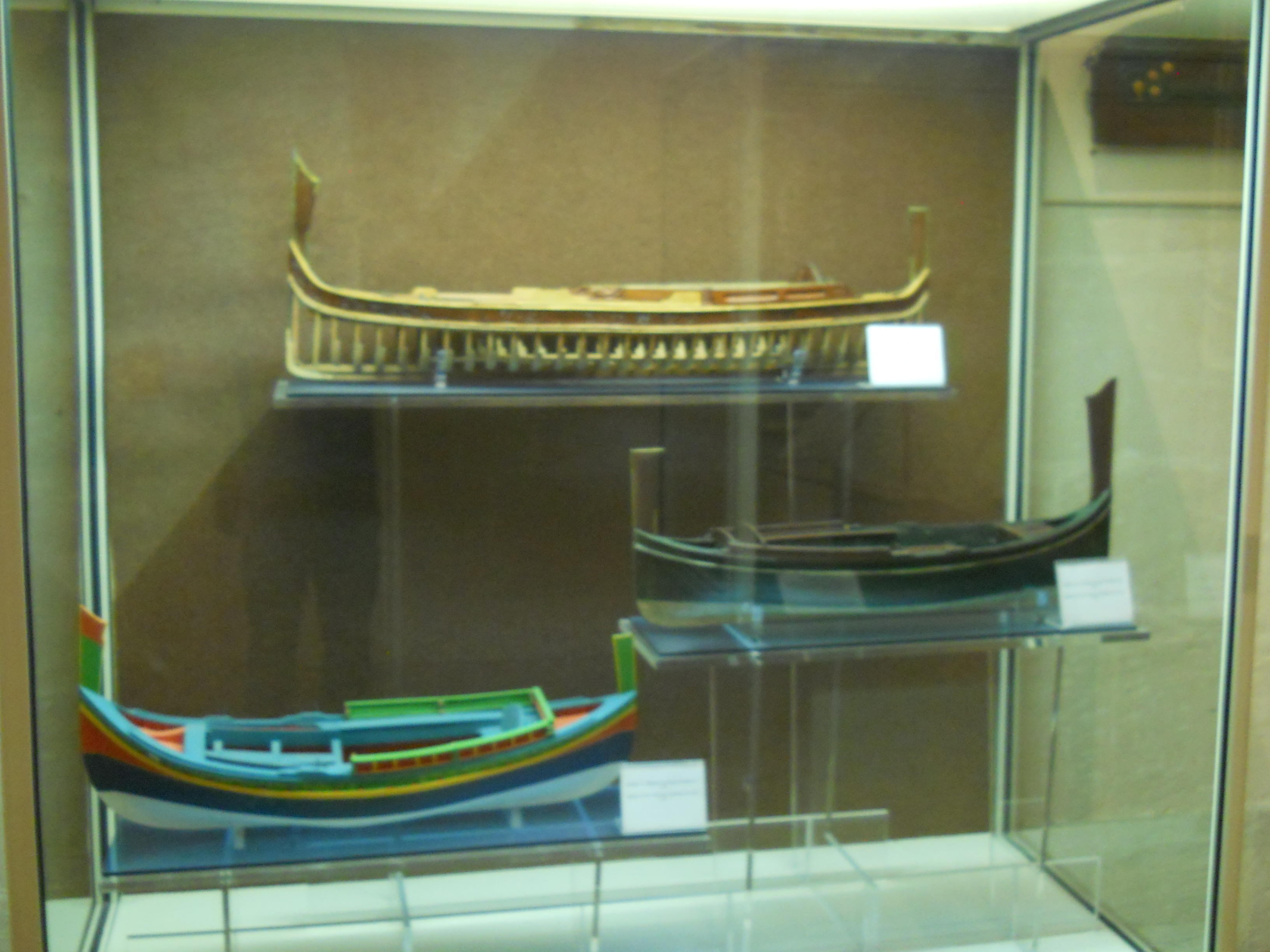

Tradycyjne maltańskie modele łodzi, narzędzia i obrazy stanowią podstawę małej ekspozycji, poświęconej kolorowym łodziom maltańskim. Muzeum posiada kolekcję ponad 40 pełnowymiarowych łodzi maltańskich, których obecnie nie można eksponować ze względu na brak odnowionych miejsc. Modele opowiadają o każdym typie tradycyjnej łodzi maltańskiej, ich użyciu i zastosowaniu, np. takich jak kajjik i fregatina, oraz o ewolucji określonych typów, takich jak dgħajsa.
Na wystawie są również prawie zapomniane typy łodzi, takie jak tal-Latini i ferilla - podobnie jak modele obecnie kompletnie zapomnianych ważniejszych typów łodzi, takich jak speronara czy gubernatorska gondla. Eksponowane są narzędzia do budowy łodzi i statków, razem z całym zestawem mistrzowskich form do budowy tradycyjnej maltańskiej fregatyny.
Obok tych modeli eksponowane są niektóre obrazy ex-voto, które opowiadają o wierze maltańskiego marynarza, oraz jego oddanie Bogu, Matce Bożej i innym świętym.

### Flota handlowa
Obecnie w muzeum znajduje się tylko zalążek wystawy na temat floty handlowej. Aktualna ekspozycja koncentruje się głównie na działalności handlowej stoczniowców na Malcie, głównie do połowy XIX wieku. Połowa modeli niektórych maltańskich statków handlowych jest wystawiana razem z kilkoma modelami innych zagranicznych statków handlowych, oraz kilkoma obrazami statków, wszystkie są powiązane z Maltą.
Model „Sant'Antonio” to najbardziej naiwny model prezentowany w muzeum; jednak przez sam fakt, że został zbudowany przez własnego kapitana, zasługuje na ekspozycję. Chociaż amatorsko wykonany, model tej kupieckiej brygantyny ilustruje rodzaj statku handlowego, który zniknął z naszych mórz.
Wśród prezentowanych portretów statków handlowych z XIX i początku XX w. znajduje się, bazująca na Malcie, flota żaglowych i parowych statków Gollcherów, a mianowicie „L'Isle Adam” i „Gleneagles”. Muzeum posiada prawdopodobnie największą kolekcję portretów okrętów z początku XIX wieku autorstwa Nicholasa Camilleriego – uznanego maltańskiego malarza-marynisty.
Trwają pracę, kończące opracowanie graficzne tej dużej, ponad 600 m² sali, przeznaczonej do wystawiania kolekcji dotyczącej floty handlowej oraz służby celnej. Eksponowane dzieła pokazywać będą historię maltańskich i zagranicznych kupców, którzy wykorzystywali maltańskie porty, od czasów Zakonu, aż do dziś.

### Inżynieria morska
Hala inżynierii morskiej mieści się na dwóch poziomach. Na niższym poziomie wystawiany jest pracujący silnik parowy oraz silniki pomocnicze zbudowanej w 1952 pogłębiarki „Anadrian”. Prezentowane są też inne przedmioty związane z tym statkiem, takie jak narzędzia do maszynowni, części zamienne, dokumenty, model statku i rekonstrukcja sterówki wyposażonej we wszystkie oryginalne systemy nawigacyjne i sterujące. Statek ten od 1954 oczyszczał maltańskie porty z wojennych szczątków oraz mułów, nagromadzonych od końca lat trzydziestych XX wieku.

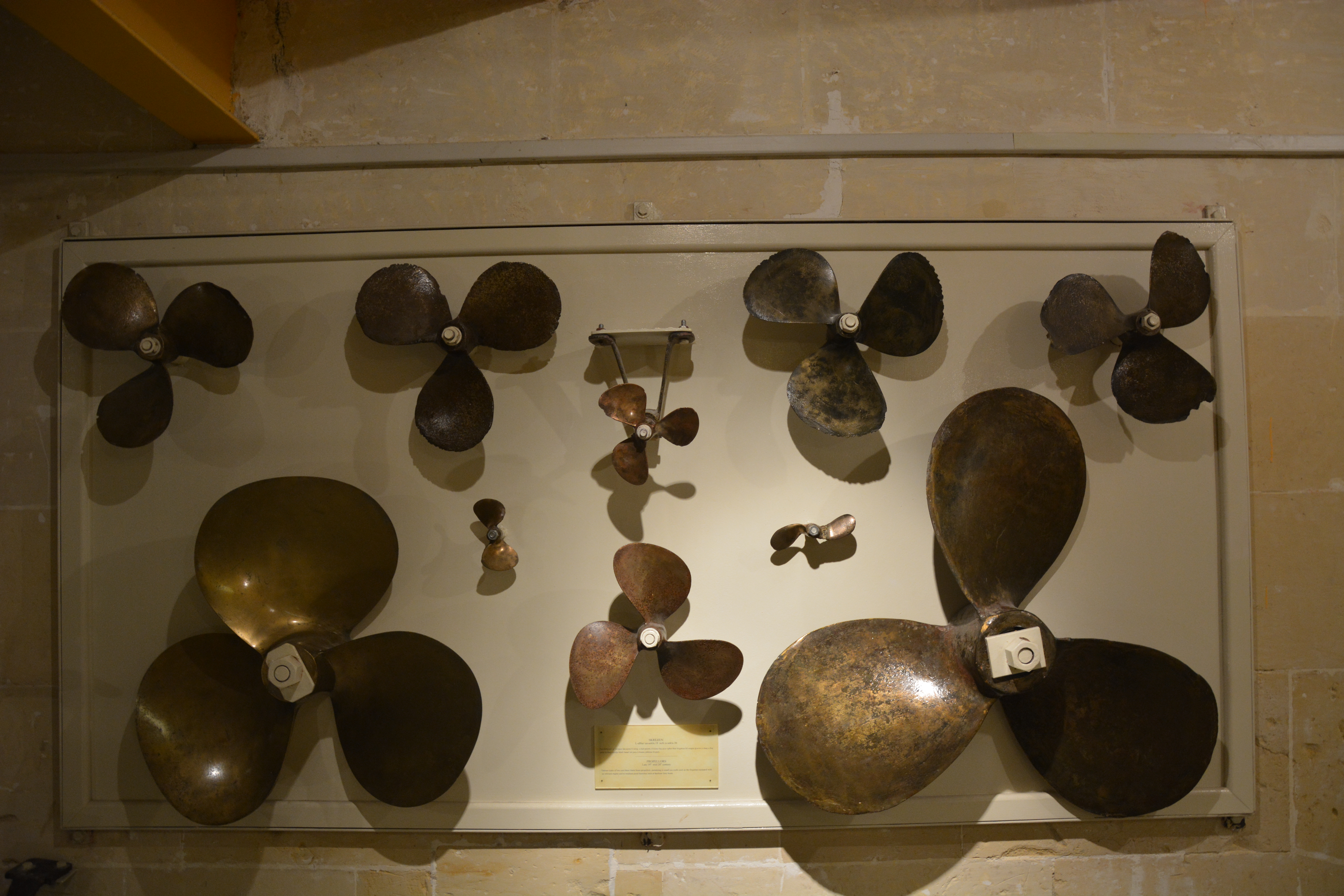
Ekspozycja śrub okrętowych

Na górnym poziomie znajduje się kolekcja małych wewnętrznych silników z 1923, oraz różnych silników przyczepnych z lat pięćdziesiątych XX wieku. Historia śrub okrętowych oparta jest na pokazie różnych brązowych śrub, począwszy od połowy XIX wieku. Na tym poziomie można znaleźć sprzęt, służący do testowania silników, oraz różne pomocnicze podręczniki, tradycyjne modele łodzi maltańskich, dostosowanych do silników pokładowych i przyczepnych, oraz różne inne modele związane z inżynierią morską.

## Inne działy
W muzeum znajduje się również obszerny księgozbiór o tematyce marynistycznej, z którego mogą korzystać zarówno pracownicy placówki, jak i osoby z zewnątrz. Dysponuje też, oraz na bieżąco subskrybuje, czołowe światowe czasopisma o tej tematyce; posiada też zbiór ponad 6000 fotografii.

## Literatura
- Emmanuel Magro Conti: The Malta Maritime Museum, Vittoriosa. Heritage Books, 2006. ISBN 99932-7-075-X. (ang.).